# ZYpp
ZYpp은 YaST와 같은 리눅스 배포판에 기능을 제공하는 패키지 관리자 엔진이다. 오픈수세와 수세 리눅스 엔터프라이즈의 경우 패키지킷 구현체이다. 일부 더 기초적인 패키지 관리자들과 달리 패키지 의존성을 계산하기 위한 충족 가능성을 제공한다. 노벨이 후원하고 GNU 일반 공중 사용 허가서 v2 이상으로 라이선스되는 자유-오픈 소스 소프트웨어이다. Zypp는 대부분 C++ 프로그래밍 언어로 구현되어 있다.

## 같이 보기
- 오픈수세
- YaST